# Epiteliální buňky thymu
Epiteliální buňky thymu (anglicky Thymic epithelial cells, TEC) je morfologicky a funkčně vysoce heterogenní skupina buněk, která se nachází v brzlíkovém epitelu. Brzlík, představuje jednoho ze dvou zástupců primárních lymfoidních orgánů v lidském těle (společně s kostní dření). Struktura brzlíku je vystavěna z epiteliálních buněk thymu (TEC), které svým rozmístěním připomínají spletitou síť, jejíž "oka" jsou vyplněny thymocyty v různých stádiích buněčného vývoje. Mikroprostředí brzlíku tak poskytuje vhodné podmínky pro maturaci a diferenciaci kompetentních T lymfocytů. Avšak přítomnost dysfunkčních TEC v lidském organismu může mít za následek rozvoj různých druhů imunodeficiencí a autoimunitních chorob.  

## Dělení
TEC se vyvíjí z non-hematopoetických buněk, vyznačujících se především negativní expresí transmembránového glykoproteinu CD45 a současnou pozitivní expresí epiteliální adhezivní molekuly EpCAM. Z těchto předchůdců se později, v přítomnosti specifických kombinací genových expresí, oddělují dvě zcela odlišné buněčné linie: Kortikální epiteliální buňky thymu (cTEC), které jsou situovány ve vnější vrstvě brzlíku - cortex; a medulární epiteliální buňky thymu (mTEC), přítomné ve vnitřní brzlíkové vrstvě - medulla. Epiteliální buňky, nacházející se na rozhraní těchto vrstev
v tzv. cortico-medulární oblasti, slouží jako vývojový prekurzor pro oba typy epiteliálních subpopulací buněk. Tato funkce je jím umožněna, díky schopnosti současné exprese dvou cytokeratinů - K5 a K8.
Z těchto K5+K8+TEC progenitorových buněk jsou tedy odvozovány K5+K14+mTEC i K8+K18+cTEC. Obě populace těchto buněk se, kromě rozdílného umístění v thymu a exprese cytokeratinů, vyznačují také vždy specifickou expresí cytokinů, chemokinů, kostimulačních molekul, proteáz, povrchových markerů, transkripčních faktorů, ale i svým významem v selekci T lymfocytů. Jednou z nejdůležitější funkcí brzlíku je ustanovení centrální tolerance imunitního systému.  Dílčími kroky se na tom podílejí právě cTEC, účastnící se positivní selekce T lymfocytů, spolu s mTEC, které mají za úkol eliminovat autoreaktivní T lymfocyty během jejich negativní selekce. 

## Maturace

### Maturace mTEC
Maturace medulárních TEC probíhá v přítomnosti vysoké exprese molekul MHCII, CD80, autoimunitního regulátoru Aire a tkáňově specifických antigenů TRA. Zároveň jsou exprimovány také proteázy Cathepsin L a Cathepsin S, které jsou nedílnou součástí při negativní expresi T lymfocytů. Specifickým povrchovými molekulami mTEC jsou především UEA1 a CD80. Dozrání buněk mTEC je doprovázeno ztrátou veškerých výše zmiňovaných maturačních faktorů (MHCII, CD80, Aire, TRA), které jsou následně nahrazeny expresí molekuly involucrin. Involucrin je lidský kožní protein, který slouží jako marker poslední diferenciační fáze epiteliálních buněk. Tudíž všechny buňky, které nadále exprimují maturační faktory nebo postrádají involucrin, jsou likvidovány pomocí programované buněční smrti - apoptózy.  

### Maturace cTEC
Maturace kortikálních TEC se vyznačuje charakteristicky vysokou expresí molekul MHCII v kombinaci s proteázami β5t, Cathepsin L a TSSP, které se podílejí na správném průběhu positivní selekce T lymfocytů. Specifickými povrchovými markery jsou Ly51 a CD205. Epiteliální buňky thymu, které mají schopnost exprimovat CD205, mohou rovněž plnit úlohu jako nezralé prekurzorové buňky, tzv. cTEC progenitory. Tyto progenitory epiteliálních buněk umožňují produkci obou subpopulací cTEC i mTEC v brzlíku po narození. Odlišnost však představují mTEC progenitory, které jsou schopny produkovat pouze subpopulaci mTEC, nýbrž exprimované proteiny Clandin 3 a Clandin 4, nepatří mezi složky, podílející se na tvorbě cTEC. 

## Vývoj TEC
Zcela nepostradatelnými prvky řídícími jakýkoli buněčný vývoj jsou transkripční faktory.
U epiteliálních buněk thymu se konkrétně jedná o Hoxa3, Pax1/9, Eya1, Six1/4 a Tbx1, které se podílejí již na embryonálním vývoji TEC z nezralých TEC nebo na vývoji z cTEC progenitorů po narození. Jeden z nejdůležitějších transkripčních faktorů, ovlivňující všechna vývojová stádia TEC
v thymu, je Foxn1. Foxn1 představuje hlavní regulační molekulu, která kontroluje produkci TEC molekul a jejich správnou funkci v organismu. Svou specifickou sekvencí se váže na prekurzory TEC
a spouští tím jejich diferenciaci v cTEC nebo mTEC. Vyjma Foxn1 je pro vývoj TEC nezbytná přítomnost dalších molekul jako například proteinu 63 (p63), udržujícího homeostázu v epiteliálních buňkách; chromobox homologu 4 (Cbx4), řídícího buněčnou proliferaci a diferenciaci; růstových faktorů fibroblastů Fgf7 a Fgf10, podněcujících expanzi TEC nebo členů rodiny hedgehog, kteří se účastní Hedgehogovi signalizační dráhy, skrz níž lze snížit počet TEC v brzlíku plodu i dospělého jedince. Zmiňované molekuly hrají významnou roli rovněž v pozdějších stádiích vývoje TEC.
Počáteční fáze vývoje cTEC vyžadují především vysokou expresi Pax1/9,Six/4, Hoxa3 a Foxn1. Na Foxn1 závisí, kromě vazby, iniciující diferenciaci prekurzorů v příslušné buněčné linii, i regulace vývoje subpopulace cTEC. V porovnání s mTEC, pro jejichž vývoj je nezbytná přítomnost nukleárního faktoru κB (NFκB), Relb a členů rodiny TNFR. 

## Centrální tolerance

### Role cTEC v positivní selekci
Double negativní thymocyty (DN), vyznačující se expresí CD44 a CD25, a zároveň absencí exprese CD4 a CD8 koreceptorů, se následnou proliferací a diferenciací přeměňují na double positivní thymocyty (DP). Pro tyto DP T buňky je charakteristická, na rozdíl od předchozího typu, přítomnost obou koreceptorů CD4, CD8 současně a také exprese rekombinovaného receptoru TCR. Tento receptor je následně podroben tzv. MHC restrikci, kdy musí být schopen odlišit molekuly vlastní a cizí. Antigeny tělu vlastní jsou během positivní selekce prezentovány na MHCI a MHCII receptorech kortikálních TEC (cTEC). Thymocyty s TCR, které tyto self-antigeny rozeznají, jsou zachráněny, ponechávají si již pouze jeden z koreceptorů (CD4 nebo CD8) a pokračují na další testovací úroveň - negativní selekci. T buňky, neschopné rozpoznat vlastní peptidy, jsou následně odstraněny pomocí apoptózy.

### Role mTEC v negativní selekce
Negativní selekce slouží k eliminaci potenciálně auto-reaktivních T buněčných klonů, které prošly positivní selekcí. V průběhu druhého testování thymocytů je vystavována široká škála vlastních antigenních peptidů na MHC molekulách medulárních TEC (mTEC). mTEC dovedou, za pomocí autofágie, prezentovat část již degradovaných proteinů na svých MHCII, čímž umožňují odhalit auto-reaktivní klony. Pokud thymocyt reaguje na takto vystavené peptidy s příliš vysokou afinitou nebo jakkoli jinak neadekvátně je okamžitě zničen. Avšak z thymocytu, který na svém povrchu nese TCR, přiměřeně reagující na vlastní antigenní peptidy, se stávám Foxp3 nTreg, který je odpovědný za ustanovení tolerance imunitního systému.

## Onemocnění
TEC se svou účastí v positivní a negativní selekci významně podílí na správném vývoji a funkci thymocytů. Jakákoli abnormalita či dysfunkce TEC má tudíž za následek rozvoj mnohých autoimunitních onemocnění či imunodeficientních stavů. Nejčastěji je možné se setkat s nádorem epitelu brzlíku - thymomas nebo thymic carcinoma, které jsou způsobeny přítomností nefunkčních nebo jinak mutovaných TEC a thymocytů. Abnormality TEC, objevující se průběhu jejich maturace, mohou způsobit sníženou produkci mTEC a cTEC a tak podnítit rozvoj chronického zánětlivého onemocnění střev (IBD). V případě narušení imunitní tolerance, zapříčiněným chybnou regulací exprese tkáňově specifických antigenů (TRA) autoimunitním regulátorem Aire, je vysoká pravděpodobnost vzniku autoimunitních onemocnění. Aire umožňuje negativní selekci thymocytů, pomocí řízené exprese orgánově specifických antigenů na mTEC. Bodová mutace v genu pro protein Aire tedy iniciuje systémové onemocnění APECED (APS-1), mezi jehož typické projevy patří kandidóza, nedostatečnost kůry nadledvin a sníženou funkcí parathyroidní žlázy, což se odráží na redukovaném množství parathyroidního hormonu. Další autoimunitní onemocnění, způsobená chybnou expresí TRA na mTEC, jsou například autoimunitní thyroiditida, revmatoidní artritida, roztroušená skleróza nebo diabetes 1. typu, v jehož průběhu lze zaznamenat sníženou expresi tkáňově specifických antigenů - Inzulin 1 a Inzulin 2 na mTEC.